# Helianthus niveus
Helianthus niveus là một loài thực vật có hoa trong họ Cúc. Loài này được (Benth.) Brandegee mô tả khoa học đầu tiên năm 1889.